# Тијас
Тијас (шп. Tías) град је у Шпанији у аутономној заједници Канарска Острва у покрајини Лас Палмас. Према процени из 2017. у граду је живело 20 037 становника.

## Становништво
Према процени, у граду је 2017. живело 20 037 становника.
| 1996.  | 2002.  | 2011.  | 2017.  |
| ------ | ------ | ------ | ------ |
| 10 096 | 15 230 | 20 102 | 20 037 |